# Делі Дердевілз
Делі Дердевілз (англ. Delhi Daredevils) — крикетна команда з міста Делі, що грає в Індійській прем'єр-лізі (IPL).